# Jiang Jialiang
Jiang Jialiang (Zhongshan, 3 de Março de 1964) é um mesa-tenista chinês, campeão asiático (1986) e bicampeão mundial (1985 e 1987)